# Pequeño hexecontaedro dodecacrónico ditrigonal
En geometría, el pequeño hexecontaedro dodecacrónico ditrigonal (o estrella gorda) es un poliedro no convexo isoedral. Es el dual del pequeño dodecicosidodecaedro ditrigonal uniforme. Su aspecto es visualmente idéntico al del pequeño dodecicosacrono. Sus caras son dardos, pero parte de ellas se encuentra dentro de la figura, por lo que solo son parcialmente visibles en los modelos sólidos.

## Proporciones

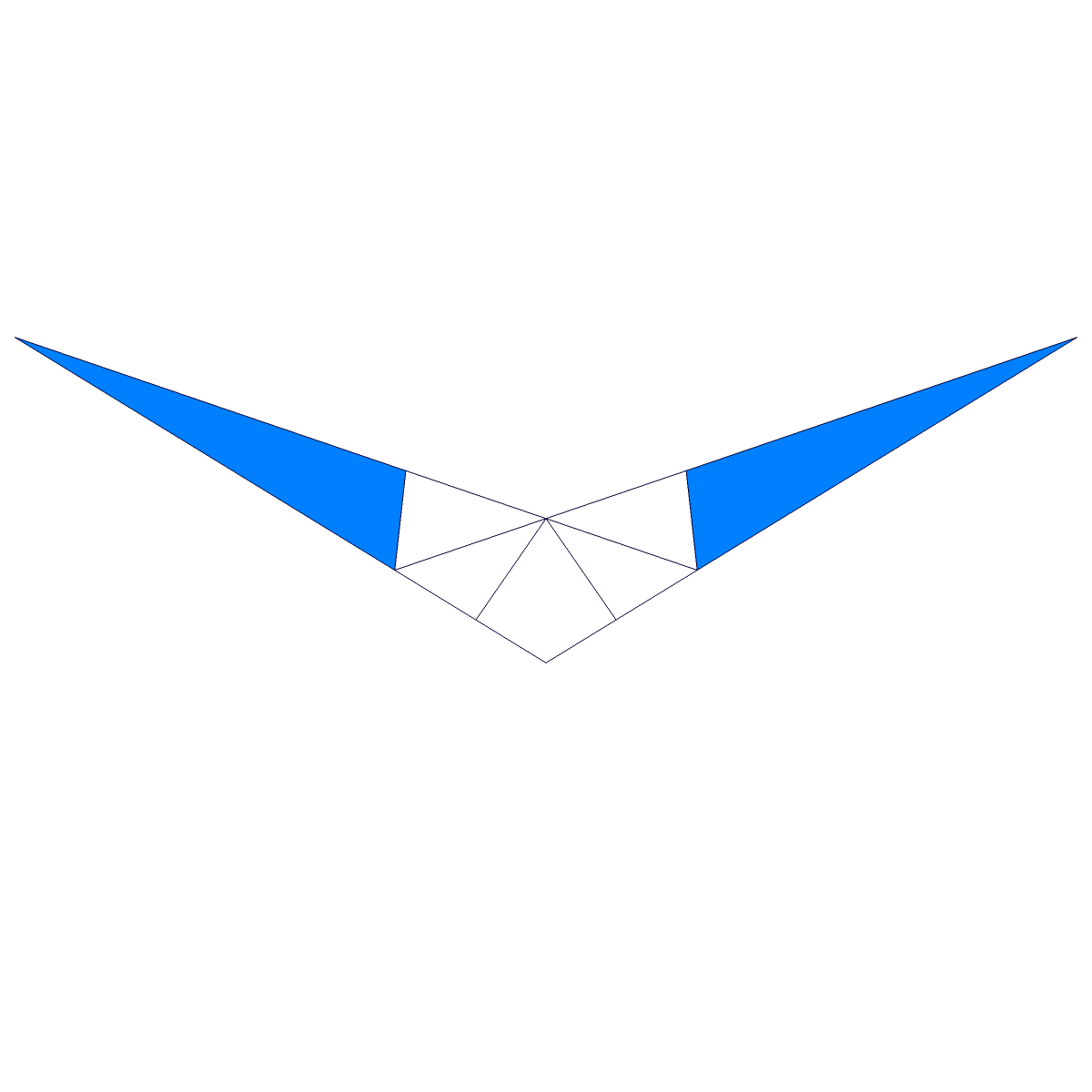
Forma de las caras

Las caras tienen dos ángulos de {\displaystyle \arccos({\frac {5}{12}}+{\frac {1}{4}}{\sqrt {5}})\approx 12.661\,078\,804\,43^{\circ }}, uno de {\displaystyle \arccos(-{\frac {5}{12}}-{\frac {1}{60}}{\sqrt {5}})\approx 116.996\,396\,851\,70^{\circ }} y otro de {\displaystyle 360^{\circ }-\arccos(-{\frac {1}{12}}-{\frac {19}{60}}{\sqrt {5}})\approx 217.681\,445\,539\,45^{\circ }}. Su ángulo diedro es igual a {\displaystyle \arccos({\frac {-44-3{\sqrt {5}}}{61}})\approx 146.230\,659\,755\,53^{\circ }}; y la relación entre las longitudes de los bordes largo y corto es de {\displaystyle {\frac {31+5{\sqrt {5}}}{38}}\approx 1.110\,008\,944\,41}.